# Evangelisch-Lutherische Kirche in Ungarn
Die Evangelisch-Lutherische Kirche in Ungarn (ungarisch: Magyarországi Evangélikus Egyház) ist die nationale lutherische Kirche Ungarns. Sie ist Mitglied im Ökumenischen Rat der Kirchen (ÖRK), im Lutherischen Weltbund (LWB), der Konferenz Europäischer Kirchen (KEK) und der Gemeinschaft Evangelischer Kirchen in Europa. Ihr Amtssitz ist in Budapest. 

## Geschichte
Die reformatorischen Ereignisse in Wittenberg um Martin Luther in den Jahren nach 1517 wurde über ungarische Studenten, die in Wittenberg studierten, nach Ungarn gebracht. Das reformatorische Gedankengut konnte hier rasch heimisch werden. Die freie Auslegung der Bibel und das Priestertum aller Christen standen im Vordergrund.
Gleichzeitig mit dem Auftreten der ersten transdanubischen Reformatoren Matthias Devai, Gál Huszár und Mihály Sztárai, begannen die Auseinandersetzungen mit den Türken im südlichen Grenzgebiet. Das war ein wichtiger Grund dafür, dass erst im Jahre 1577 mit Máté Szegedi der erste lutherische Bischof in Ungarn gewählt werden konnte. 
Zur Evangelisch-Lutherischen Kirche in Ungarn mit ihren 300 größtenteils in der Diaspora-Situation lebenden Gemeinden zählten 2022 etwa 176.000 Gemeindeglieder; das sind knapp 2 Prozent der ungarischen Bevölkerung.

## Struktur
Das Landeskirchenbüro befindet sich in 1085 Budapest, Üllői út 24. Es ist das Verwaltungszentrum der Kirche. Von hier aus werden die Kirchengemeinden durch die Bildungs-, Bau-, Rechts- und Jugendabteilung unterstützt. Auch die Krankenhaus- und Gefängnisseelsorge werden von diesem Amt gefördert, ebenso die missionarischen Dienste und die Universitätsgemeinden. 
Hauptentscheidungsgremium ist die Synode, in die Delegierte aus allen Kirchengemeinden entsandt werden. Geistlicher Vorsitzender der Synode ist András Korányi, weltlicher Vorsitzender ist András Muntag.
Die Geistliche Leitung der Kirche hat ein Leitender Bischof. Er ist einer der drei Diözesanbischöfe. Bis zum Jahre 2006 hatte dieses Amt Bischof Imre Szebik inne. Ihm folgte der Bischof der Westdiözese János Ittzés nach, und 2011 trat Péter Gáncs dieses Amt an, gefolgt von Tamás Fabiny im Jahre 2018 und János Szemerei 2024. Neben dem Leitenden Bischof amtiert ein Landeskurator als oberster weltlicher Repräsentant der Kirche. Seit 2006 hat der Diplomat und Politiker Gergely Prőhle das Amt inne.

## Diözesen
Die ungarische evangelisch-lutherische Kirche ist in drei Kirchenbezirke unterteilt, die in Dekanate untergliedert sind, zu denen die einzelnen Kirchengemeinden gehören.
- Süddiözese: 1088 Budapest, Puskin u. 12.
  - 5 Dekanate
  - Bischof: Péter Kondor[4]

- Norddiözese: 1125 Budapest, Szilágyi Erzsébet fasor 24.
  - 6 Dekanate
  - Bischof: Tamás Fabiny

- Westdiözese (transdanubische Diözese): 9021 Győr, Bajcsy Zs. út 26.
  - 6 Dekanate
  - Bischof: János Szemerei

## Einrichtungen
Die Evangelisch-Lutherische Kirche in Ungarn ist zahlenmäßig eine kleine Kirche ihres Landes. Doch auf dem Gebiet des Bildungs- und Sozialwesens stellt sie einen gewichtigen Wert dar. In 37 Bildungseinrichtungen (Kindergärten, Schulen) werden etwa 7.000 Kinder und Jugendliche von 1.000 Pädagogen unterrichtet. An der Lutherischen Theologischen Universität in Budapest studieren 100 junge Menschen Theologie bzw. evangelische Religionspädagogik.
Auch zahlreiche Senioreneinrichtungen werden angeboten, ebenso Einrichtungen zur Betreuung und Förderung behinderter Kinder, Obdachloser, Alkoholiker. Mit Sozialwerkstätten und häuslichen Pflegediensten nimmt die Kirche ihre gesellschaftliche und humane Aufgabe wahr.

## Sonstige Dienste
- Evangélikus Élet („Evangelisches Leben“) – Wochenzeitung seit 1935
- Luther Kiadó (Luther-Verlag)